# 第88回全国高等学校野球選手権大会決勝
第88回全国高等学校野球選手権大会決勝（だい88かいぜんこくこうとうがっこうやきゅうせんしゅけんたいかいけっしょう）は、2006年（平成18年）8月20日及び8月21日に阪神甲子園球場で行われた、南北海道代表の駒大苫小牧高校と西東京代表の早稲田実業学校の試合である。8月20日の試合は延長15回で決着がつかず、翌日に再試合が行われている。

## 背景
第88回全国高等学校野球選手権大会の決勝は、1931年（昭和6年）から1933年（昭和8年）に中京商業学校が成し遂げた夏3連覇という記録を史上2校目、73年ぶりに達成しようとした田中将大擁する駒澤大学附属苫小牧高等学校と、投手の斎藤佑樹を中心に、1980年（昭和55年）に荒木大輔らを擁して以来26年ぶりの決勝進出で、初優勝を狙う早稲田実業学校高等部との対戦であった。

## 試合経過
- 8月20日13時試合開始。先攻・駒大苫小牧（先発投手：菊地）、後攻・早稲田実（先発投手：斎藤）。試合は投手戦となり、規定の延長15回をもっても決着が付かず、翌日の再試合が決定した。[1]

1. 初回表、先頭の三谷がヒットで出て送り、チャンスを作るものの得点出来ず。
  - 最後のセンターフライは後一伸び足りず。
  - 初回裏、早実も2四球でチャンスを作るが、併殺で得点出来ず。初回は共に0点スタートの立ち上がりだった。
2. 2回表、先頭が四球で出て送るが、後続続かず。
  - 裏、2アウトから内藤がヒットで出塁するが動いて盗塁失敗。
3. 3回表、初めて三者凡退。
  - 裏、1アウト後佐々木がショートの深い所へ内野安打を放つと、川西はセーフティバントを決めチャンスに。
  - ここで駒苫、エースの田中がリリーフ。2三振を奪い抑える。
4. 4回表、1四球でランナーを出し、2･意表をついた3盗を決め駒苫チャンスだったが、2三振で切り抜け。
  - 裏、2アウト後斎藤がヒットを放つが、得点出来ず。
5. 5回表、セーフティ失敗もあり三者凡退、裏も三者凡退。
6. 6回表、先頭が四球で出るが、バントはセカンドアウト。次は送れたが、得点は出来ず。
  - 裏、先頭の小柳がヒットで出ると、檜垣の時タッチが認められず記録はヒット。送って得点のチャンスだったが、後続が抑えられ得点出来ず。
7. 7回表、ショートゴロエラーと死球でチャンスを作るが得点出来ず。
  - 裏、1アウト後白川がヒットで出るが得点出来ず。
8. 8回表、1アウト後三木が大会第58号のホームラン。これで均衡が破れて1-0。これがチーム2安打目。しかし後続は凡退。
  - 裏、1アウト後檜垣がツーベース。中継の乱れを突いて一気に3塁へ。このチャンスに後藤が大きな犠飛。1-1の同点に。しかしこちらも後続が凡退。
9. 9回表、1アウト後田中がヒットで出るが、得点出来ず。
  - 裏は三者凡退、この大会としては6度目・決勝戦としては1996年の第78回大会以来、10年ぶり11度目そして21世紀の大会としては初の延長戦へ。
10. 10回表、2三振含む三者凡退。裏も三者凡退。
11. 11回表、先頭の中澤のヒットとデッドボールでランナーがたまり、送られると満塁策に。
  - そしてスクイズを仕掛けるが失敗。3塁で微妙な判定も走者タッチアウト。
  - 岡川がヒットを打つが後続が凡退。
  - 裏は三者凡退。
12. 12回表は2三振含む三者凡退。裏も三者凡退。
13. 13回表、先頭の中澤がヒットで出て送るが得点はならず。
  - 裏、1アウト後川西がヒットで出て送り、その後捕逸でランナーに3塁まで進まれるとこちらも満塁策。
  - 一打、一四死球出ればサヨナラ勝ちのチャンスだったが無得点に終わる。
14. 14回表、先頭の岡川がヒットで出て2塁まで進むが得点出来ず。
  - 裏、斎藤がヒットで出て送ってチャンスを生かすが、ショートへの強い当たりで飛び出しアウト。後続も抑えられ得点出来ず。
15. 最終回の15回、表は三者凡退。なお、この時斎藤は15回にもかかわらず最速147km/hを記録した。
  - 裏、1四球でランナーを出したが抑え切り引き分け、翌日に再試合となった。試合終了の瞬間、観客はスタンディングオベーションで選手達を迎えた。試合時間は3時間37分で試合終了時刻は16時37分だった。

### スコア
|            | 1 | 2 | 3 | 4 | 5 | 6 | 7 | 8 | 9 | 10 | 11 | 12 | 13 | 14 | 15 | R | H  | E |
| ---------- | - | - | - | - | - | - | - | - | - | -- | -- | -- | -- | -- | -- | - | -- | - |
| 駒大苫小牧 | 0 | 0 | 0 | 0 | 0 | 0 | 0 | 1 | 0 | 0  | 0  | 0  | 0  | 0  | 0  | 1 | 7  | 1 |
| 早稲田実   | 0 | 0 | 0 | 0 | 0 | 0 | 0 | 1 | 0 | 0  | 0  | 0  | 0  | 0  | 0  | 1 | 10 | 1 |

1. （延長15回・大会規定により引き分け）
2. 駒：菊地（2回1/3）、田中（12回2/3）
3. 早：斎藤（15回）
4. 本塁打
駒：三木（8回・ソロ）
5. 審判
［球審］赤井
［塁審］長谷川・日野・小山
6. 試合時間：3時間37分

### 出場選手
| 駒大苫小牧 | 駒大苫小牧 | 駒大苫小牧      |
| 打順       | 守備       | 選手            |
| ---------- | ---------- | --------------- |
| 1          | [三]       | 三谷忠央（3年） |
| 2          | [遊]       | 三木悠也（3年） |
| 3          | [一]       | 中澤竜也（3年） |
| 4          | [中]       | 本間篤史（3年） |
| 5          | [右]       | 鷲谷修也（3年） |
| 6          | [投]       | 菊地翔太（2年） |
|            | 投         | 田中将大（3年） |
| 7          | [左]       | 渡辺準輝（3年） |
|            | 打         | 西田佑真（3年） |
|            | 左         | 岡川直樹（3年） |
| 8          | [二]       | 本間直紀（3年） |
|            | 打二       | 山口就継（3年） |
| 9          | [捕]       | 小林秀（3年）   |

| 早稲田実 | 早稲田実 | 早稲田実          |
| 打順     | 守備     | 選手              |
| -------- | -------- | ----------------- |
| 1        | [中]     | 川西啓介（2年）   |
| 2        | [三]     | 小柳竜巳（3年）   |
| 3        | [一]     | 檜垣皓次朗（3年） |
| 4        | [遊]     | 後藤貴司（3年）   |
| 5        | [左]     | 船橋悠（3年）     |
| 6        | [投]     | 斎藤佑樹（3年）   |
| 7        | [二]     | 内藤浩嵩（2年）   |
|          | 打二     | 神田雄二（3年）   |
| 8        | [捕]     | 白川英聖（3年）   |
| 9        | [右]     | 佐々木孝樹（1年） |
|          | 打右     | 小澤秀志（2年）   |

## 再試合経過
1969年（昭和44年）の第51回全国高等学校野球選手権大会の松山商対三沢以来37年ぶりの決勝再試合（当時は18回決着だった為に15回になってからは初めて・春夏通じると同年の春の第78回センバツ大会の岡山・関西高校と東京・早稲田実業（関西対早稲田実業延長15回引き分け再試合を参照）以来、3試合目）となった。
- 8月21日13時試合開始。先攻・駒大苫小牧（先発投手：菊地）、後攻・早稲田実（先発投手：斎藤）。先制した早実が優勢に試合をすすめ、9回に1点差にまで迫る駒大苫小牧を振り切り初優勝を遂げる。[2]

1. 初回表、三者凡退。早実斎藤が上々の滑り出しを見せる。
  - 初回裏、先頭川西が四球で出塁するも盗塁死。（後に和泉監督語る「（選手を鼓舞し試合を優勢にするために）試合前から初回川西が出塁したら盗塁と決めていた。」）続く小柳の内野安打を足掛かりに2死から船橋のセンター前タイムリーで早実先制。
  - 田中がすぐさま登板、斎藤を打ち取り1点に抑える。
2. 2回表、初回に続き三者凡退。
  - 裏、先頭内藤が四球で出塁、白川が送り1死後川西がレフト線へタイムリー2塁打で早実2点目。
3. 3回表、三者凡退。連投の疲れを見せない早実斎藤が好調を見せ付ける。
  - 裏、三者凡退。斎藤と田中の投手戦を予想させる展開だが、田中は力で押さず打たせて取るピッチング。
4. 4回表、中澤が駒苫初ヒットを放つも後が続かず。
  - 裏、ショート三木の悪送球でランナーを出すも後が続かず。
5. 5回表、岡川のレフト前、山口センター前と2本のヒットがあったが、ダブルプレーなど斎藤の投球術の前に無得点。
  - 裏、2番から始まる好打順も、調子を上げた田中に三者凡退に。
6. 6回表、この回先頭の三谷に大会第59号HRが出るが後続は三者凡退。
  - 裏、2死から四球で出塁の内藤を還す白川レフトフェンス直撃の2ベースで早実が突き放す。
7. 7回表、代打渡辺を送るも三者凡退。
  - 裏、先頭の川西が死球で出塁、小柳の送りバント（犠打大会タイ記録）で進ませ、1死後4番後藤がタイムリーで早実4点目。
8. 8回表、代打岡田を起用するが、好調斎藤の前に三者凡退。
  - 裏、田中力投の前に早実も三者凡退。いよいよ最終回へ。
9. 9回表、先頭三木レフト前ヒット、続く中澤が1点差に迫る2ランHR（大会第60号）。ノーアウトで1点差となり打者は4番。
  - しかし本間三振、岡川セカンドフライで2アウト。次打者・田中の4球目に斎藤はこの日最速となる147km/hを計測する。ファウルで粘る田中も7球目に空振り三振で試合終了。決勝戦の所要時間は24イニングで5時間33分であった。

### スコア
|            | 1 | 2 | 3 | 4 | 5 | 6 | 7 | 8 | 9 | R | H | E |
| ---------- | - | - | - | - | - | - | - | - | - | - | - | - |
| 駒大苫小牧 | 0 | 0 | 0 | 0 | 0 | 1 | 0 | 0 | 2 | 3 | 6 | 1 |
| 早稲田実   | 1 | 1 | 0 | 0 | 0 | 1 | 1 | 0 | X | 4 | 6 | 0 |

1. 駒：菊地（0回2/3）、田中（7回1/3）
2. 早：斎藤（9回）
3. 本塁打
駒：三谷（6回・ソロ）、中澤（9回・2ラン）
4. 審判
［球審］赤井
［塁審］長谷川・日野・小山
5. 試合時間：1時間56分

### 出場選手
| 駒大苫小牧 | 駒大苫小牧 | 駒大苫小牧      |
| 打順       | 守備       | 選手            |
| ---------- | ---------- | --------------- |
| 1          | [三]       | 三谷忠央（3年） |
| 2          | [遊]       | 三木悠也（3年） |
| 3          | [一]       | 中澤竜也（3年） |
| 4          | [中]       | 本間篤史（3年） |
| 5          | [左]       | 岡川直樹（3年） |
| 6          | [投]       | 菊地翔太（2年） |
|            | 投         | 田中将大（3年） |
| 7          | [右]       | 鷲谷修也（3年） |
|            | 打         | 渡辺準輝（3年） |
| 8          | [二]       | 山口就継（3年） |
| 9          | [捕]       | 小林秀（3年）   |
|            | 打         | 岡田雅寛（3年） |
|            | 捕         | 及川雅哉（3年） |

| 早稲田実 | 早稲田実 | 早稲田実          |
| 打順     | 守備     | 選手              |
| -------- | -------- | ----------------- |
| 1        | [中]     | 川西啓介（2年）   |
| 2        | [三]     | 小柳竜巳（3年）   |
| 3        | [一]     | 檜垣皓次朗（3年） |
| 4        | [遊]     | 後藤貴司（3年）   |
| 5        | [左]     | 船橋悠（3年）     |
| 6        | [投]     | 斎藤佑樹（3年）   |
| 7        | [二]     | 内藤浩嵩（2年）   |
| 8        | [捕]     | 白川英聖（3年）   |
| 9        | [右]     | 佐々木孝樹（1年） |

## その他
- 田中将大がメジャーリーグ・ニューヨークヤンキースに移籍した際に、地元の新聞『ニューヨーク・タイムズ』が1面トップ記事で田中の大特集を行ったが、その記事の中でこの試合のことも言及されており、斎藤佑樹との一騎打ちは「日本の美」だったという高校時代のコーチの言葉が紹介されている[3]。
- 北海道日本ハムファイターズ内野手の清宮幸太郎は、小学生時代（早実初等部への在学中）に再試合を甲子園球場で観戦したことをきっかけに、軟式野球チームの「オール麻布」で野球を始めた[4]。後に中等部を経て高等部へ進学すると、1年時の2015年に、野球部の「3番・一塁手」として第97回全国高等学校野球選手権大会へ出場。高等部3年の2017年にNPBドラフト会議の1巡目で日本ハムに指名されたことを受けて、2018年に入団した。ちなみに日本ハムには、高等部の先輩に当たる斎藤が、早稲田大学野球部を経て2011年から2021年まで在籍していた。
- 全国高等学校野球選手権大会や選抜高等学校野球大会を主催する日本高等学校野球連盟では、2018年開催の第90回記念選抜高等学校野球大会から、（都道府県・地区連盟が主催する地方大会を含めた）すべての公式戦を対象にタイブレーク制度を導入。ただし、高校野球特別規則第22章（タイブレーク制度の採用）の第2項に「決勝戦ではタイブレーク制度を採用しない」という条文を設けたため、公式戦の決勝が本カードのような展開になった場合には再試合で決着を付けていた。しかし、2021年2月19日に開催された理事会で、「出場選手に対する障害の予防」という観点から上記の条文を削除することを決定。決勝でも延長12回裏までに決着が付かなかった場合には、同年の第93回選抜高等学校野球大会から、原則として13回表以降の攻撃でタイブレークを採用している。ただし、降雨などの影響で同点のまま決勝を続行できなくなった場合には、従来と同じく、引き分け扱いで打ち切った後に再試合を設定[5][6]。2023年の第95回記念選抜高等学校野球大会（選手権大会では同年の第105回大会）から、決勝が9回裏までに決着していなくても、試合の続行が可能な場合に10回表以降の攻撃からタイブレークを採用することを認めている。

## 参考資料
- 別冊宝島　名門野球部の甲子園伝説　伝説のチーム編　p76-81、p94-97（2009年07月18日発行）ISBN 978-4-7966-7171-2
- 洋泉社MOOK　甲子園 激闘!「最終回」伝説　p80-81（2010年6月28日発行）ISBN 978-4-86248-578-6